# Femoral-faziales Syndrom
Ein Femoral-faziales Syndrom ist eine angeborene Erkrankung mit Unterentwicklung oder Fehlen des Oberschenkelknochens zusammen mit charakteristischer Gesichtsveränderungen (Dysmorphie).
Die Erstbeschreibung erfolgte 1961 durch C. H. Franz und R. O’Rahilly.

## Verbreitung
Die Vererbung erfolgt möglicherweise dominant. Es besteht eine Assoziation mit Schwangerschaftsdiabetes.
Die meisten Fälle treten sporadisch auf, über familiäre Häufung wurde in Einzelfällen berichtet.

## Klinische Erscheinungen
Klinische Kriterien sind:
- Femur-Hypoplasie oder Aplasie, Fibula - Hypoplasie, Klumpfuß, verminderte Streckbarkeit im Ellenbogen
- Dysproportionierter Minderwuchs
- Gesichtsdysmorphie mit mongoloider Lidachse, kurzer Nase, langem Philtrum, Mikrogenie, Gaumenspalte
- Beckendysplasie mit zu kleiner Beckenschaufel und vergrößertem Foramen obturatorium
- Lumbale Wirbelanomalien

Die Veränderungen sind häufig asymmetrisch.

## Diagnose
Über die Möglichkeit einer vorgeburtlichen Diagnose wurde berichtet.